# A Grand Day Out with Wallace and Gromit
A Grand Day Out with Wallace and Gromit é um curta animado de 1989 dirigido e animado por Nick Park da Aardman Animations em Bristol, estrelando seus personagens Wallace & Gromit. Este é a estreia do inventor abobalhado Wallace e seu fiel cão de estimação Gromit. O sucesso gerou as continuações As Calças Erradas, Tosa Completa e A Batalha dos Vegetais (o primeiro longa da dupla).
Nick Park começou o curta em 1983 como projeto de graduação da Escola Nacional de Cinema e TV. O Aardman Animations o convidou antes de terminar a produção, permitindo a ele trabalhar no estúdio meio período enquanto continuava na escola.
O curta foi reprisado no dia 30 de dezembro de 2006 como parte das comemorações do Ano Novo 2007 da BBC One.

## Enredo
Wallace e Gromit descobrem que não tem mais queijo. Por isso, eles decidem construir um foguete para viajar à lua em busca de queijo. Nela, o robô mágico sonha em visitar o planeta de nossos heróis para participar de campeonato de esqui. Quando chegam à lua, Wallace e Gromit experimentam alguns tipos de queijo. O robô flagra o foguete e nossos heróis e considera ser uma ótima forma de visitar a Terra e quer viajar nele. Wallace e Gromit acham que o robô quer causar problemas e tentam fugir. O robô tenta entrar no foguete, mas é expulso por uma explosão de gás, permitindo Wallace e Gromit a fugirem para casa. O robô vive feliz para sempre quando usa os restos do foguete de nossos heróis como equipamento de esqui.
Wallace é dublado pelo famoso ator de cinema Peter Sallis e Gromit é quase mudo.